# 納沙布岬燈塔
納沙布岬燈塔（日语：納沙布岬灯台）位於日本北海道根室市納沙布岬突端所建立的一座白色中型燈塔。若不含日本主張主權但現由俄羅斯實際控制北方四島（南千岛群岛），該塔是日本最東端的燈塔，是「日本燈塔50選」之一。周邊可遙望北方四島及知床半島，風光明媚。

## 歷史
- 1872年（明治7年）8月15日（舊曆7月12日）初點燈。
- 1930年（昭和5年）改築為現在的水泥造燈塔。
- 1998年（平成10年）4月起，設為無人化自動操控。
- 2009年（平成21年）4月，無線方位信號所廢止。

## 燈塔結構與行政諸元

### 燈塔結構諸元
- 航路標識番號：0154。
- 塔身塗色・構造：白色塔形水泥造。
- 燈器：第4等菲涅耳透鏡式。
- 燈質：等明暗白赤光、明3秒暗3秒。
- 實効光力：1萬4千cd。
- 光程：14.5浬＜約27km＞。
- 明弧：從105度至15度。
- 塔高＜地上～塔頂＞：13.5m。
- 燈高＜平均海面～燈火中心＞：23.2m。
- 燈塔座標：北緯43度23分6.7秒、東經145度49分0.58秒。

### 燈塔行政諸元
- 管轄機關：日本海上保安廳第1管區海上保安本部。
- 初點燈：1872年（明治7年）8月15日。
- 所在地：北海道根室市納沙布。
- 燈塔設計者：理查・亨利・布蘭頓（Richard Henry Brunton）。

## 附屬施設
- 霧信號所（隔膜式霧笛(Diaphragm horn)：毎40秒3回吹鳴）
- 無線方位信號所（Ray mark beacon）

## 關連項目
- 日本燈塔50選

## 外部連結
- （日語）第一管区海上保安本部 Japan 1st Regional Coast Guard Headquarters （页面存档备份，存于）
- （日語）納沙布岬と灯台（北海道）
- （日語）灯台用語集Ｆ （页面存档备份，存于）